# Пляжный волейбол на летней Универсиаде 2013
Турниры по пляжному волейболу на XXVII летней Универсиаде в Казани проходили с 8 по 13 июля 2013 года на площадках центра пляжного волейбола «Казанка» с участием 32 мужских и 25 женских команд. 

## Таблица медалей
| Место | Страна   | Золото | Серебро | Бронза | Всего |
| ----- | -------- | ------ | ------- | ------ | ----- |
| 1     | Польша   | 1      | 1       | 0      | 2     |
| 2     | Россия   | 1      | 0       | 1      | 2     |
| 3     | Германия | 0      | 1       | 1      | 2     |
| Всего | Всего    | 2      | 2       | 2      | 6     |

## Призёры
| Турнир  | Золото                               | Серебро                             | Бронза                                |
| ------- | ------------------------------------ | ----------------------------------- | ------------------------------------- |
| Женщины | Екатерина Хомякова / Евгения Уколова | Моника Бжостек / Кинга Колосиньская | Шанталь Лабуройр / Юлия Зуде          |
| Мужчины | Михал Кондзёла / Якуб Шаланкевич     | Армин Доллингер / Йонас Шрёдер      | Константин Семёнов / Ярослав Кошкарёв |

## Система соревнования
Соревнования включали в себя матчи в группах, серии плей-офф до двух поражений с участием 24 команд (по 3 из каждой группы), полуфинальные матчи и финалы за золотые и бронзовые медали.

## Женщины

### Групповой этап

#### Группа А
|                                         | Очки | Матчи | Матчи | Матчи | Сеты | Сеты | Сеты  | Мячи | Мячи | Мячи  |
| И                                       | Очки | В     | П     | В     | П    | В:П  | В     | П    | В:П  |       |
| --------------------------------------- | ---- | ----- | ----- | ----- | ---- | ---- | ----- | ---- | ---- | ----- |
| 1. Екатерина Хомякова / Евгения Уколова | 4    | 2     | 2     | 0     | 4    | 0    | max   | 84   | 53   | 1,585 |
| 2. Мелинда Аделин / Лаура Лонге         | 3    | 2     | 1     | 1     | 2    | 2    | 1,000 | 70   | 76   | 0,921 |
| 3. Елена Бурак / Татьяна Серик          | 2    | 2     | 0     | 2     | 0    | 4    | 0,000 | 59   | 84   | 0,702 |

8 июля. Аделин / Лонге — Бурак / Серик — 2:0 (21:16, 21:18). Хомякова / Уколова — Бурак / Серик — 2:0 (21:14, 21:11). 9 июля. Хомякова / Уколова — Аделин / Лонге — 2:0 (21:13, 21:15).

#### Группа B
|                                         | Очки | Матчи | Матчи | Матчи | Сеты | Сеты | Сеты  | Мячи | Мячи | Мячи  |
| И                                       | Очки | В     | П     | В     | П    | В:П  | В     | П    | В:П  |       |
| --------------------------------------- | ---- | ----- | ----- | ----- | ---- | ---- | ----- | ---- | ---- | ----- |
| 1. Шанталь Лабуройр / Юлия Зуде         | 4    | 2     | 2     | 0     | 4    | 0    | max   | 84   | 52   | 1,615 |
| 2. Рэйчел Кокрелл / Шарлотт Сайдер      | 3    | 2     | 1     | 1     | 2    | 3    | 0,667 | 84   | 94   | 0,894 |
| 3. Оливия Меса Баррган / Сайра Ореллана | 2    | 2     | 0     | 2     | 1    | 4    | 0,250 | 78   | 100  | 0,780 |

8 июля. Меса Баррган / Ореллана — Кокрелл / Сайдер — 1:2 (24:22, 16:21, 12:15). Лабуройр / Зуде — Кокрелл / Сайдер — 2:0 (21:16, 21:10). 9 июля. Лабуройр / Зуде — Меса Баррган / Ореллана — 2:0 (21:14, 21:12).

#### Группа C
|                                          | Очки | Матчи | Матчи | Матчи | Сеты | Сеты | Сеты  | Мячи | Мячи | Мячи  |
| И                                        | Очки | В     | П     | В     | П    | В:П  | В     | П    | В:П  |       |
| ---------------------------------------- | ---- | ----- | ----- | ----- | ---- | ---- | ----- | ---- | ---- | ----- |
| 1. Михала Квапилова / Каролина Регачкова | 4    | 2     | 2     | 0     | 4    | 0    | max   | 84   | 54   | 1,556 |
| 2. Кэйтлин Ледо / Стеви Робинсон         | 3    | 2     | 1     | 1     | 2    | 2    | 1,000 | 76   | 71   | 1,070 |
| 3. Фиола Себаллос / Йовелин Гонзага      | 2    | 2     | 0     | 2     | 0    | 4    | 0,000 | 49   | 84   | 0,583 |

8 июля. Квапилова / Регачкова — Себаллос / Гонзага — 2:0 (21:13, 21:7). Ледо / Робинсон — Себаллос / Гонзага — 2:0 (21:13, 21:16). 9 июля. Ледо / Робинсон — Квапилова / Регачкова — 0:2 (19:21, 15:21).

#### Группа D
|                                          | Очки | Матчи | Матчи | Матчи | Сеты | Сеты | Сеты  | Мячи | Мячи | Мячи  |
| И                                        | Очки | В     | П     | В     | П    | В:П  | В     | П    | В:П  |       |
| ---------------------------------------- | ---- | ----- | ----- | ----- | ---- | ---- | ----- | ---- | ---- | ----- |
| 1. Мелисса Хумана-Паредес / Тейлор Пишке | 4    | 2     | 2     | 0     | 4    | 1    | 4,000 | 95   | 72   | 1,319 |
| 2. Хуан Ин / Сюй Сяоя                    | 3    | 2     | 1     | 1     | 2    | 2    | 1,000 | 72   | 81   | 0,889 |
| 3. Фернанда Алвес / Таис Ферейра         | 2    | 2     | 0     | 2     | 1    | 4    | 0,250 | 85   | 99   | 0,859 |

8 июля. Хумана-Паредес / Пишке — Хуан Ин / Сюй Сяоя — 2:0 (21:17, 21:9). Алвес / Феррейра — Хуан Ин / Сюй Сяоя — 0:2 (23:25, 16:21). 9 июля. Алвес / Феррейра — Хумана-Паредес / Пишке — 1:2 (21:17, 13:21, 12:15).

#### Группа E
|                                        | Очки | Матчи | Матчи | Матчи | Сеты | Сеты | Сеты  | Мячи | Мячи | Мячи  |
| И                                      | Очки | В     | П     | В     | П    | В:П  | В     | П    | В:П  |       |
| -------------------------------------- | ---- | ----- | ----- | ----- | ---- | ---- | ----- | ---- | ---- | ----- |
| 1. Моника Бжостек / Кинга Колосиньская | 4    | 2     | 2     | 0     | 4    | 1    | 4,000 | 97   | 82   | 1,183 |
| 2. Тереза Мерсман / Изабель Шнайдер    | 3    | 2     | 1     | 1     | 3    | 2    | 1,500 | 99   | 78   | 1,269 |
| 3. Фэн Юхань / Го Вэй                  | 2    | 2     | 0     | 2     | 0    | 4    | 0,000 | 48   | 84   | 0,571 |

8 июля. Мерсман / Шнайдер — Фэн Юхань / Го Вэй — 2:0 (21:7, 21:16). Бжостек / Колосиньская — Фэн Юхань / Го Вэй — 2:0 (21:14, 21:11). 9 июля. Бжостек / Колосиньская — Мерсман / Шнайдер — 2:1 (15:21, 21:19, 19:17).

#### Группа F
|                                               | Очки | Матчи | Матчи | Матчи | Сеты | Сеты | Сеты  | Мячи | Мячи | Мячи  |
| И                                             | Очки | В     | П     | В     | П    | В:П  | В     | П    | В:П  |       |
| --------------------------------------------- | ---- | ----- | ----- | ----- | ---- | ---- | ----- | ---- | ---- | ----- |
| 1. Варапатсорн Радаронг / Танараттха Удомчави | 4    | 2     | 2     | 0     | 4    | 0    | max   | 84   | 53   | 1,585 |
| 2. Таня Оливейра / Жуана Резенди              | 3    | 2     | 1     | 1     | 2    | 2    | 1,000 | 63   | 82   | 0,768 |
| 3. Магдалена Ирак / Лена Плезиутшниг          | 2    | 2     | 0     | 2     | 0    | 4    | 0,000 | 74   | 86   | 0,860 |

8 июля. Ирак / Плезиутшниг — Оливейра / Резенди — 0:2 (19:21, 21:23). Радаронг / Удомчави — Оливейра / Резенди — 2:0 (21:8, 21:11). 9 июля. Радаронг / Удомчави — Ирак / Плезиутшниг — 2:0 (21:16, 21:18).

#### Группа G
|                                                    | Очки | Матчи | Матчи | Матчи | Сеты | Сеты | Сеты  | Мячи | Мячи | Мячи  |
| И                                                  | Очки | В     | П     | В     | П    | В:П  | В     | П    | В:П  |       |
| -------------------------------------------------- | ---- | ----- | ----- | ----- | ---- | ---- | ----- | ---- | ---- | ----- |
| 1. Лейн Карико / Эмили Стокман                     | 6    | 3     | 3     | 0     | 6    | 1    | 6,000 | 145  | 93   | 1,559 |
| 2. Светлана Попова / Мария Прокопьева              | 5    | 3     | 2     | 1     | 5    | 2    | 2,500 | 141  | 103  | 1,369 |
| 3. Янне Осланн Педерсен / Вильде Йоханне Сольволль | 4    | 3     | 1     | 2     | 2    | 4    | 0,500 | 95   | 102  | 0,931 |
| 4. Андреа да Силва / Жессика Силва                 | 3    | 3     | 0     | 3     | 0    | 6    | 0,000 | 43   | 126  | 0,341 |

8 июля. Попова / Прокопьева — Карико / Стокман — 1:2 (22:24, 24:22, 11:15). Педерсен / Сольволль — да Силва / Силва — 2:0 (21:9, 21:9). Попова / Прокопьева — да Силва / Силва — 2:0 (21:9, 21:8). Педерсен / Сольволль — Карико / Стокман — 0:2 (13:21, 15:21). 9 июля. Попова / Прокопьева — Педерсен / Сольволль — 2:0 (21:11, 21:14). да Силва / Силва — Карико / Стокман — 0:2 (3:21, 5:21).

#### Группа H
|                                             | Очки | Матчи | Матчи | Матчи | Сеты | Сеты | Сеты  | Мячи | Мячи | Мячи  |
| И                                           | Очки | В     | П     | В     | П    | В:П  | В     | П    | В:П  |       |
| ------------------------------------------- | ---- | ----- | ----- | ----- | ---- | ---- | ----- | ---- | ---- | ----- |
| 1. Ангела Исида / Саяка Мидзоэ              | 4    | 2     | 2     | 0     | 4    | 1    | 4,000 | 100  | 74   | 1,351 |
| 2. Кирси Хюттинен / Тару Лахти              | 3    | 2     | 1     | 1     | 2    | 2    | 1,000 | 99   | 70   | 1,414 |
| 3. Джессика Хоугтон / Сара О’Коннор-Уильямс | 2    | 2     | 0     | 2     | 0    | 4    | 0,000 | 29   | 84   | 0,345 |

8 июля. Хюттинен / Лахти — Хоугтон / О’Коннор-Уильямс — 2:0 (21:4, 21:8). Исида / Мидзоэ — Хоугтон / О’Коннор-Уильямс — 2:0 (21:10, 21:7). 9 июля. Исида / Мидзоэ — Хюттинен / Лахти — 2:1 (24:22, 18:21, 16:14). 

### Основная сетка

#### Первый раунд
9 июля
- Хоугтон / О’Коннор-Уильямс — Оливейра / Резенди — 0:2 (3:21, 2:21)
- Хуан Ин / Сюй Сяоя — Бурак / Серик — 2:0 (21:14, 21:13)
- Себаллос / Гонзага — Аделин / Лонге — -:+
- Мерсман / Шнайдер — Меса Баррган / Ореллана — 2:0 (21:10, 21:19)
- Алвес / Феррейра — Попова / Прокопьева — 0:2 (16:21, 20:22)
- Кокрелл / Сайдер — Фэн Юхань / Го Вэй — 2:0 (21:12, 21:19)
- Ирак / Плезиутшниг — Ледо / Робинсон — 2:1 (12:21, 21:14, 16:14)
- Хюттинен / Лахти — Педерсен / Сольволль — 2:1 (13:21, 21:14, 15:9)

#### Второй раунд
10 июля
- Хомякова / Уколова — Оливейра / Резенди — 2:0 (21:16, 21:11)
- Исида / Мидзоэ — Хуан Ин / Сюй Сяоя — 0:2 (17:21, 14:21)
- Бжостек / Колосиньская — Аделин / Лонге — 2:0 (21:19, 21:12)
- Хумана-Паредес / Пишке — Мерсман / Шнайдер — 2:0 (21:15, 21:17)
- Квапилова / Регачкова — Попова / Прокопьева — 1:2 (16:21, 21:17, 13:15)
- Радаронг / Удомчави — Кокрелл / Сайдер — 2:0 (21:17, 21:14)
- Карико / Стокман — Ирак / Плезиутшниг — 2:0 (21:18, 21:18)
- Лабуройр / Зуде — Хюттинен / Лахти — 2:0 (21:14, 21:14)

#### Третий раунд
11 июля
- Хомякова / Уколова — Хуан Ин / Сюй Сяоя — 0:2 (21:18, 21:12)
- Бжостек / Колосиньская — Хумана-Паредес / Пишке — 2:0 (27:25, 21:15)
- Попова / Прокопьева — Радаронг / Удомчави — 1:2 (19:21, 20:18, 10:15)
- Карико / Стокман — Лабуройр / Зуде — 0:2 (18:21, 19:21)

#### Четвёртый раунд
11 июля
- Хомякова / Уколова — Бжостек / Колосиньская — 2:0 (21:14, 21:13)
- Радаронг / Удомчави — Лабуройр / Зуде — 0:2 (10:21, 18:21)

### Сетка проигравших

#### Первый раунд
Проигравшие занимают 17-е место

10 июля
- Хюттинен / Лахти — Хоугтон / О’Коннор-Уильямс — 2:0 (21:11, 21:8)
- Бурак / Серик — Ирак / Плезиутшниг — 1:2 (20:22, 21:19, 9:15)
- Кокрелл / Сайдер — Себаллос / Гонзага — 2:0 (21:15, 21:11)
- Оливейра / Резенди — Квапилова / Регачкова — 1:2 (23:21, 16:21, 7:15)
- Мерсман / Шнайдер — Алвес / Феррейра — 2:0 (24:22, 21:18)
- Фэн Юхань / Го Вэй — Аделин / Лонге — 0:2 (8:21, 6:21)
- Исида / Мидзоэ — Ледо / Робинсон — 0:2 (17:21, 13:21)
- Педерсен / Сольволль — Оливейра / Резенди — 0:2 (15:21, 16:21)

#### Второй раунд
Проигравшие занимают 13-е место

10 июля
- Хюттинен / Лахти  — Ирак / Плезиутшниг — 1:2 (21:18, 22:24, 7:15)
- Кокрелл / Сайдер — Квапилова / Регачкова — 1:2 (21:14, 20:22, 9:15)
- Мерсман / Шнайдер — Аделин / Лонге — 2:0 (21:12, 21:15)
- Ледо / Робинсон — Оливейра / Резенди — 2:1 (21:16, 20:22, 15:11)

#### Третий раунд
Проигравшие занимают 9-е место

11 июля
- Ирак / Плезиутшниг — Хумана-Паредес / Пишке — 0:2 (15:21, 7:21)
- Квапилова / Регачкова — Хуан Ин / Сюй Сяоя — 1:2 (21:18, 14:21, 9:15)
- Мерсман / Шнайдер — Карико / Стокман — 0:2 (16:21, 19:21)
- Ледо / Робинсон — Попова / Прокопьева — 0:2 (19:21, 10:21)

#### Четвёртый раунд
Проигравшие занимают 7-е место

11 июля
- Хумана-Паредес / Пишке — Хуан Ин / Сюй Сяоя — 2:0 (21:18, 21:19)
- Карико / Стокман — Попова / Прокопьева — 0:2 (14:21, 19:21)

#### Пятый раунд
Проигравшие занимают 5-е место

11 июля
- Радаронг / Удомчави — Хумана-Паредес / Пишке — 1:2 (20:22, 21:19, 8:15)
- Бжостек / Колосиньская — Попова / Прокопьева — 2:0 (21:19, 22:20)

### Финал четырёх
12 июля
|  | Полуфинал              | Полуфинал              | Полуфинал              | Полуфинал              | Полуфинал              | Полуфинал              | Полуфинал              | Полуфинал              | Полуфинал | Полуфинал |                    |                    | Финал                  | Финал                  | Финал                  | Финал                  | Финал                  | Финал                  | Финал                  | Финал                  | Финал | Финал |
|  |                        |                        |                        |                        |                        |                        |                        |                        |           |           |                    |                    |                        |                        |                        |                        |                        |                        |                        |                        |       |       |
|  | Хомякова / Уколова     | Хомякова / Уколова     | Хомякова / Уколова     | Хомякова / Уколова     | Хомякова / Уколова     | Хомякова / Уколова     | Хомякова / Уколова     | Хомякова / Уколова     | 21        | 21        |                    |                    |                        |                        |                        |                        |                        |                        |                        |                        |       |       |
|  | Хомякова / Уколова     | Хомякова / Уколова     | Хомякова / Уколова     | Хомякова / Уколова     | Хомякова / Уколова     | Хомякова / Уколова     | Хомякова / Уколова     | Хомякова / Уколова     | 21        | 21        |                    |                    |                        |                        |                        |                        |                        |                        |                        |                        |       |       |
|  | Хумана-Паредес / Пишке | Хумана-Паредес / Пишке | Хумана-Паредес / Пишке | Хумана-Паредес / Пишке | Хумана-Паредес / Пишке | Хумана-Паредес / Пишке | Хумана-Паредес / Пишке | Хумана-Паредес / Пишке | 18        | 19        |                    |                    |                        |                        |                        |                        |                        |                        |                        |                        |       |       |
|  |                        |                        |                        |                        |                        |                        |                        |                        |           |           | Хомякова / Уколова | Хомякова / Уколова | Хомякова / Уколова     | Хомякова / Уколова     | Хомякова / Уколова     | Хомякова / Уколова     | Хомякова / Уколова     | Хомякова / Уколова     | 21                     | 21                     |       |       |
|  |                        |                        |                        |                        |                        |                        |                        |                        |           |           | Хомякова / Уколова | Хомякова / Уколова | Хомякова / Уколова     | Хомякова / Уколова     | Хомякова / Уколова     | Хомякова / Уколова     | Хомякова / Уколова     | Хомякова / Уколова     | 21                     | 21                     |       |       |
|  |                        |                        |                        |                        |                        |                        |                        |                        |           |           |                    |                    | Бжостек / Колосиньская | Бжостек / Колосиньская | Бжостек / Колосиньская | Бжостек / Колосиньская | Бжостек / Колосиньская | Бжостек / Колосиньская | Бжостек / Колосиньская | Бжостек / Колосиньская | 19    | 17    |
|  | Лабуройр / Зуде        | Лабуройр / Зуде        | Лабуройр / Зуде        | Лабуройр / Зуде        | Лабуройр / Зуде        | Лабуройр / Зуде        | Лабуройр / Зуде        | Лабуройр / Зуде        | 19        | 18        |                    |                    | Бжостек / Колосиньская | Бжостек / Колосиньская | Бжостек / Колосиньская | Бжостек / Колосиньская | Бжостек / Колосиньская | Бжостек / Колосиньская | Бжостек / Колосиньская | Бжостек / Колосиньская | 19    | 17    |
|  | Лабуройр / Зуде        | Лабуройр / Зуде        | Лабуройр / Зуде        | Лабуройр / Зуде        | Лабуройр / Зуде        | Лабуройр / Зуде        | Лабуройр / Зуде        | Лабуройр / Зуде        | 19        | 18        |                    |                    |                        |                        |                        |                        |                        |                        |                        |                        |       |       |
|  | Бжостек / Колосиньская | Бжостек / Колосиньская | Бжостек / Колосиньская | Бжостек / Колосиньская | Бжостек / Колосиньская | Бжостек / Колосиньская | Бжостек / Колосиньская | Бжостек / Колосиньская | 21        | 21        |                    |                    |                        |                        |                        |                        |                        |                        |                        |                        |       |       |
|  | Бжостек / Колосиньская | Бжостек / Колосиньская | Бжостек / Колосиньская | Бжостек / Колосиньская | Бжостек / Колосиньская | Бжостек / Колосиньская | Бжостек / Колосиньская | Бжостек / Колосиньская | 21        | 21        |                    |                    |                        |                        |                        |                        |                        |                        |                        |                        |       |       |
|  |                        |                        |                        |                        |                        |                        |                        |                        |           |           |                    |                    | Матч за 3-е место      |                        |                        |                        |                        |                        |                        |                        |       |       |
|  |                        |                        |                        |                        |                        |                        |                        |                        |           |           |                    |                    |                        |                        |                        |                        |                        |                        |                        |                        |       |       |
|  |                        |                        |                        |                        |                        |                        |                        |                        |           |           |                    |                    |                        |                        |                        |                        |                        |                        |                        |                        |       |       |
|  |                        |                        |                        |                        |                        |                        |                        |                        |           |           |                    |                    |                        |                        |                        |                        |                        |                        |                        |                        |       |       |
|  |                        |                        |                        |                        |                        |                        |                        |                        |           |           |                    |                    | Хумана-Паредес / Пишке | Хумана-Паредес / Пишке | Хумана-Паредес / Пишке | Хумана-Паредес / Пишке | Хумана-Паредес / Пишке | Хумана-Паредес / Пишке | Хумана-Паредес / Пишке | Хумана-Паредес / Пишке | 11    | 14    |
|  |                        |                        |                        |                        |                        |                        |                        |                        |           |           |                    |                    | Хумана-Паредес / Пишке | Хумана-Паредес / Пишке | Хумана-Паредес / Пишке | Хумана-Паредес / Пишке | Хумана-Паредес / Пишке | Хумана-Паредес / Пишке | Хумана-Паредес / Пишке | Хумана-Паредес / Пишке | 11    | 14    |
|  |                        |                        |                        |                        |                        |                        |                        |                        |           |           |                    |                    | Лабуройр / Зуде        | Лабуройр / Зуде        | Лабуройр / Зуде        | Лабуройр / Зуде        | Лабуройр / Зуде        | Лабуройр / Зуде        | Лабуройр / Зуде        | Лабуройр / Зуде        | 21    | 21    |
|  |                        |                        |                        |                        |                        |                        |                        |                        |           |           |                    |                    | Лабуройр / Зуде        | Лабуройр / Зуде        | Лабуройр / Зуде        | Лабуройр / Зуде        | Лабуройр / Зуде        | Лабуройр / Зуде        | Лабуройр / Зуде        | Лабуройр / Зуде        | 21    | 21    |

## Мужчины

### Групповой этап

#### Группа I
|                                          | Очки | Матчи | Матчи | Матчи | Сеты | Сеты | Сеты  | Мячи | Мячи | Мячи  |
| И                                        | Очки | В     | П     | В     | П    | В:П  | В     | П    | В:П  |       |
| ---------------------------------------- | ---- | ----- | ----- | ----- | ---- | ---- | ----- | ---- | ---- | ----- |
| 1. Константин Семёнов / Ярослав Кошкарёв | 6    | 3     | 3     | 0     | 6    | 0    | max   | 126  | 75   | 1,680 |
| 2. Кристоф Дресслер / Фабиан Кандольф    | 5    | 3     | 2     | 1     | 4    | 3    | 1,333 | 129  | 117  | 1,103 |
| 3. Томас Хартлес / Джесси Хокинс         | 4    | 3     | 1     | 2     | 2    | 4    | 0,500 | 108  | 111  | 0,973 |
| 4. Вонг Пуйлам / Ёнг Покмань             | 3    | 3     | 0     | 3     | 1    | 6    | 0,167 | 80   | 140  | 0,571 |

9 июля. Семёнов / Кошкарёв — Вонг Пуйлам / Ёнг Покмань — 2:0 (21:11, 21:6). Хартлес / Хокинс — Дресслер / Кандольф — 0:2 (16:21, 21:23).  Семёнов / Кошкарёв — Дресслер / Кандольф — 2:0 (21:16, 21:13). Хартлес / Хокинс — Вонг Пуйлам / Ёнг Покмань — 2:0 (21:16, 21:13). 10 июля. Семёнов / Кошкарёв — Хартлес / Хокинс — 2:0 (21:16, 21:13). Дресслер / Кандольф — Вонг Пуйлам / Ёнг Покмань — 2:1 (20:22, 21:8, 15:8).

#### Группа J
|                                       | Очки | Матчи | Матчи | Матчи | Сеты | Сеты | Сеты  | Мячи | Мячи | Мячи  |
| И                                     | Очки | В     | П     | В     | П    | В:П  | В     | П    | В:П  |       |
| ------------------------------------- | ---- | ----- | ----- | ----- | ---- | ---- | ----- | ---- | ---- | ----- |
| 1. Михал Кондзёла / Якуб Шаланкевич   | 6    | 3     | 3     | 0     | 6    | 0    | max   | 132  | 105  | 1,257 |
| 2. Хакан Гёгтепе / Волкан Гёгтепе     | 5    | 3     | 2     | 1     | 4    | 4    | 1,000 | 147  | 151  | 0,954 |
| 3. Матео Чеккини / Федерико Моричелли | 4    | 3     | 1     | 2     | 3    | 5    | 0,600 | 160  | 163  | 0,982 |
| 4. Джеффри Карлсон / Коннор Хьюз      | 3    | 3     | 0     | 3     | 2    | 6    | 0,333 | 135  | 155  | 0,871 |

9 июля. Кондзёла / Шаланкевич — Карлсон / Хьюз — 2:0 (21:17, 21:18). Чеккини / Моричелли — Х. Гёгтепе / В. Гёгтепе — 1:2 (21:18, 12:21, 25:27). Чеккини / Моричелли — Карлсон / Хьюз — 2:1 (22:24, 21:14, 15:11). Кондзёла / Шаланкевич — Х. Гёгтепе / В. Гёгтепе — 2:0 (21:16, 21:10). 10 июля. Х. Гёгтепе / В. Гёгтепе — Карлсон / Хьюз — 2:1 (21:17, 19:21, 15:13). Кондзёла / Шаланкевич —  Чеккини / Моричелли — 2:0 (21:19, 27:25).

#### Группа K
|                                                   | Очки | Матчи | Матчи | Матчи | Сеты | Сеты | Сеты  | Мячи | Мячи | Мячи  |
| И                                                 | Очки | В     | П     | В     | П    | В:П  | В     | П    | В:П  |       |
| ------------------------------------------------- | ---- | ----- | ----- | ----- | ---- | ---- | ----- | ---- | ---- | ----- |
| 1. Трай Борн / Уильям Монтгомери                  | 6    | 3     | 3     | 0     | 6    | 1    | 6,000 | 137  | 113  | 1,212 |
| 2. Сергей Прокопьев / Юрий Богатов                | 5    | 3     | 2     | 1     | 5    | 2    | 2,500 | 138  | 116  | 1,190 |
| 3. Ларс Твейт Реттерхольт / Свейн Одмунн Сольхёуг | 4    | 3     | 1     | 2     | 2    | 4    | 0,500 | 112  | 120  | 0,933 |
| 4. Луан Кандидо / Леополдо да Силва               | 3    | 3     | 0     | 3     | 0    | 6    | 0,500 | 89   | 127  | 0,701 |

9 июля. Прокопьев / Богатов — Кандидо / да Силва — 2:0 (21:7, 22:20). Реттерхольт / Сольхёуг — Борн / Монтгомери — 0:2 (18:21, 16:21). Прокопьев / Богатов — Борн / Монтгомери — 1:2 (21:15, 21:23, 11:15). Реттерхольт / Сольхёуг — Кандидо / да Силва — 2:0 (21:17, 21:19). 10 июля. Прокопьев / Богатов — Реттерхольт / Сольхёуг — 2:0 (21:17, 21:19). Борн / Монтгомери — Кандидо / да Силва — 2:0 (21:11, 21:15).

#### Группа L
|                                         | Очки | Матчи | Матчи | Матчи | Сеты | Сеты | Сеты  | Мячи | Мячи | Мячи  |
| И                                       | Очки | В     | П     | В     | П    | В:П  | В     | П    | В:П  |       |
| --------------------------------------- | ---- | ----- | ----- | ----- | ---- | ---- | ----- | ---- | ---- | ----- |
| 1. Ян Гадрава / Роберт Куфа             | 6    | 3     | 3     | 0     | 6    | 1    | 6,000 | 137  | 84   | 1,631 |
| 2. Тобиас Корайман / Флориан Шнетцер    | 5    | 3     | 2     | 1     | 5    | 3    | 1,667 | 145  | 114  | 1,272 |
| 3. Ахмад Аль Хоусни / Хайтам Аль Шуреки | 4    | 3     | 1     | 2     | 3    | 4    | 0,750 | 112  | 111  | 1,009 |
| 4. Клей Маккалоу-Стирнс / Джон Некейфс  | 3    | 3     | 0     | 3     | 0    | 6    | 0,000 | 41   | 126  | 0,325 |

9 июля. Гадрава / Куфа — Маккалоу-Стирнс / Некейфс — 2:0 (21:3, 21:6). Аль Хоусни / Аль Шуреки — Корайман / Шнетцер — 1:2 (21:19, 13:21, 9:15). Гадрава / Куфа — Корайман / Шнетцер — 2:1 (17:21, 21:16, 15:11). Аль Хоусни / Аль Шуреки — Маккалоу-Стирнс / Некейфс — 2:0 (21:8, 21:6). 10 июля. Гадрава / Куфа — Аль Хоусни / Аль Шуреки — 2:0 (21:10, 21:17). Корайман / Шнетцер — Маккалоу-Стирнс / Некейфс — 2:0 (21:7, 21:11).

#### Группа M
|                                          | Очки | Матчи | Матчи | Матчи | Сеты | Сеты | Сеты  | Мячи | Мячи | Мячи  |
| И                                        | Очки | В     | П     | В     | П    | В:П  | В     | П    | В:П  |       |
| ---------------------------------------- | ---- | ----- | ----- | ----- | ---- | ---- | ----- | ---- | ---- | ----- |
| 1. Армин Доллингер / Йонас Шрёдер        | 6    | 3     | 3     | 0     | 6    | 1    | 6,000 | 138  | 92   | 1,500 |
| 2. Ситихай Сангхачот / Пратип Сукто      | 5    | 3     | 2     | 1     | 5    | 3    | 1,667 | 135  | 140  | 0,964 |
| 3. Александр Дедков / Евгений Вишневский | 4    | 3     | 1     | 2     | 3    | 5    | 0,600 | 145  | 150  | 0,967 |
| 4. Косукэ Сато / Кэнсукэ Сёдзи           | 3    | 3     | 0     | 3     | 1    | 6    | 0,167 | 112  | 148  | 0,757 |

9 июля. Доллингер / Шрёдер — Дедков / Вишневский — 2:0 (21:15, 21:13). Сангхачот / Сукто — Сато / Сёдзи — 2:0 (21:14, 21:19). Сангхачот / Сукто — Дедков / Вишневский — 2:1 (14:21, 21:19, 15:13). Доллингер / Шрёдер — Сато / Сёдзи — 2:0 (21:9, 21:12). 10 июля. Сангхачот / Сукто — Доллингер / Шрёдер — 1:2 (21:18, 12:21, 10:15). Дедков / Вишневский — Сато / Сёдзи — 2:1 (28:30, 21:15, 15:13).

#### Группа N
|                                                      | Очки | Матчи | Матчи | Матчи | Сеты | Сеты | Сеты  | Мячи | Мячи | Мячи  |
| И                                                    | Очки | В     | П     | В     | П    | В:П  | В     | П    | В:П  |       |
| ---------------------------------------------------- | ---- | ----- | ----- | ----- | ---- | ---- | ----- | ---- | ---- | ----- |
| 1. Юлисес Онтиверос Гомес / Хуан Рамон Вирген Пулидо | 6    | 3     | 3     | 0     | 6    | 1    | 6,000 | 139  | 101  | 1,376 |
| 2. Гун Хоуцай / Ли Лэй                               | 4    | 3     | 1     | 2     | 3    | 4    | 0,750 | 124  | 132  | 0,939 |
| 3. Уго Алими / Людовик Дуэ                           | 4    | 3     | 1     | 2     | 3    | 4    | 0,750 | 118  | 130  | 0,908 |
| 4. Шон Файга / Ариэль Хилман                         | 4    | 3     | 1     | 2     | 2    | 5    | 0,400 | 118  | 136  | 0,868 |

9 июля. Онтиверос Гомес / Вирген Пулидо — Файга / Хилман — 2:0 (21:16, 21:16). Гун Хоуцай / Ли Лэй — Алими / Дуэ — 2:0 (22:20, 21:16). Онтиверос Гомес / Вирген Пулидо — Алими / Дуэ — 2:1 (19:21, 21:13, 15:6). Гун Хоуцай / Ли Лэй — Файга / Хилман — 1:2 (18:21, 21:18, 13:15). 10 июля. Онтиверос Гомес / Вирген Пулидо — Гун Хоуцай / Ли Лэй — 2:0 (21:16, 21:13). Алими / Дуэ — Файга / Хилман — 2:0 (21:14, 21:18).

#### Группа O
|                                                      | Очки | Матчи | Матчи | Матчи | Сеты | Сеты | Сеты  | Мячи | Мячи | Мячи  |
| И                                                    | Очки | В     | П     | В     | П    | В:П  | В     | П    | В:П  |       |
| ---------------------------------------------------- | ---- | ----- | ----- | ----- | ---- | ---- | ----- | ---- | ---- | ----- |
| 1. Финн Диттельбах / Ларс Флюгген                    | 6    | 3     | 3     | 0     | 6    | 1    | 6,000 | 143  | 109  | 1,312 |
| 2. Грант Джон Деннис О'Горман / Самуэл Виктор Педлоу | 5    | 3     | 2     | 1     | 4    | 2    | 2,000 | 119  | 93   | 1,280 |
| 3. Себастьян Алвеш / Фернанду Силва                  | 4    | 3     | 1     | 2     | 2    | 4    | 0,500 | 86   | 117  | 0,735 |
| 4. Хэмиш Мур / Рассел Мур                            | 3    | 3     | 0     | 3     | 1    | 6    | 0,167 | 117  | 146  | 0,801 |

9 июля. Диттельбах / Флюгген — Х. Мур / Р. Мур — 2:1 (21:16, 23:25, 15:11). О'Горман / Педлоу — Алвеш / Силва — 2:0 (21:9, 21:10). О'Горман / Педлоу — Х. Мур / Р. Мур — 2:0 (21:18, 21:14). Диттельбах / Флюгген — Алвеш / Силва — 2:0 (21:11, 21:11). 10 июля. О'Горман / Педлоу — Диттельбах / Флюгген — 0:2 (19:21, 16:21). Х. Мур / Р. Мур — Алвеш / Силва — 0:2 (11:21, 22:24).

#### Группа P
|                                                    | Очки | Матчи | Матчи | Матчи | Сеты | Сеты | Сеты  | Мячи | Мячи | Мячи  |
| И                                                  | Очки | В     | П     | В     | П    | В:П  | В     | П    | В:П  |       |
| -------------------------------------------------- | ---- | ----- | ----- | ----- | ---- | ---- | ----- | ---- | ---- | ----- |
| 1. Леонардо Гомес / Оскар Гимарайнш                | 6    | 3     | 3     | 0     | 6    | 0    | max   | 126  | 69   | 1,826 |
| 2. Хасан Аль Белуши / Файсал Аль Суби              | 5    | 3     | 2     | 1     | 4    | 2    | 2,000 | 113  | 108  | 1,046 |
| 3. Линь Мингуй / Ван Дафа                          | 4    | 3     | 1     | 2     | 2    | 4    | 0,500 | 110  | 110  | 1,009 |
| 4. Набиль Ахмад Ибрахим Хамза / Хумаид Юма Абдулла | 3    | 3     | 0     | 3     | 0    | 6    | 0,000 | 63   | 126  | 0,500 |

9 июля. Гомес / Гимарайнш — Хамза / Абдулла — 2:0 (21:10, 21:13). Аль Белуши / Аль Суби — Линь Мингуй / Ван Дафа — 2:0 (21:18, 28:26). Гомес / Гимарайнш — Линь Мингуй / Ван Дафа — 2:0 (21:10, 21:14). Аль Белуши / Аль Суби — Хамза / Абдулла — 2:0 (21:12, 21:10). 10 июля. Линь Мингуй / Ван Дафа — Хамза / Абдулла — 2:0 (21:7, 21:11). Гомес / Гимарайнш — Аль Белуши / Аль Суби — 2:0 (21:11, 21:11).

### Матчи за 25—32-е места
Первый раунд
10 июля. Кандидо / да Силва — Хамза / Абдулла — +:-. Вонг Пуйлам / Ёнг Покмань — Х. Мур / Р. Мур — 0:2 (20:22, 14:21). Файга / Хилман — Сато / Содзи — 2:0 (21:18, 21:12). Маккалоу-Стирнс / Некейфс — Карлсон / Хьюз — 0:2 (7:21, 4:21).
Второй раунд
11 июля. Кандидо / да Силва — Х. Мур / Р. Мур — 2:1 (11:21, 25:23, 17:15). Файга / Хилман — Карлсон / Хьюз — +:-.
Проигравшие занимают 31-е место
11 июля. Хамза / Абдулла — Вонг Пуйлам / Ёнг Покмань — -:+. Сато / Содзи — Маккалоу-Стирнс / Некейфс — 2:0 (21:9, 21:9).
Проигравшие занимают 29-е место
11 июля. Карлсон / Хьюз — Вонг Пуйлам / Ёнг Покмань — 2:0 (21:19, 21:16). Х. Мур / Р. Мур — Сато / Содзи — 0:2 (19:21, 25:27).
Полуфинал за 25—28-е места
12 июля. Кандидо / да Силва — Карлсон / Хьюз — 0:2 (16:21, 18:21). Файга / Хилман — Сато / Содзи — 2:1 (19:21, 22:20, 15:12).
Матч за 27-е место
12 июля. Кандидо / да Силва — Сато / Содзи — -:+.
Матч за 25-е место
12 июля. Карлсон / Хьюз — Файга / Хилман — 0:2 (6:21, 17:21).

### Основная сетка

#### Первый раунд
10 июля
- Дедков / Вишневский — Аль Белуши / Аль Суби — 2:0 (21:11, 21:19)
- Дресслер / Кандольф — Аль Хоусни / Аль Шуреки — 1:2 (18:21, 21:12, 11:15)
- Алими / Дуэ — О'Горман / Педлоу — 0:2 (16:21, 16:21)
- Х. Гёгтепе / В. Гёгтепе — Реттерхольт / Сольхёуг — 0:2 (17:21, 15:21)
- Алвеш / Силва — Гун Хоуцай / Ли Лэй — 0:2 (17:21, 14:21)
- Сангхачот / Сукто — Линь Мингуй / Ван Дафа — 2:0 (21:10, 21:15)
- Чеккини / Моричелли — Корайман / Шнетцер — 0:2 (14:21, 16:21)
- Прокопьев / Богатов — Хартлес / Хокинс — 2:0 (21:15, 21:10)

#### Второй раунд
11 июля
- Семёнов / Кошкарёв — Дедков / Вишневский — 2:0 (21:15, 21:16)
- Аль Хоусни / Аль Шуреки — Гимарайнш / Гомес — 0:2 (14:21, 16:21)
- Доллингер / Шрёдер — О'Горман / Педлоу — 2:0 (21:14, 21:19)
- Реттерхольт / Сольхёуг — Гадрава / Куфа — 1:2 (17:21, 21:18, 12:15)
- Борн / Монтгомери — Гун Хоуцай / Ли Лэй — 2:1 (21:18, 18:21, 15:13)
- Сангхачот / Сукто — Онтиверос / Вирген — 2:1 (22:20, 19:21, 15:11)
- Диттельбах / Флюгген — Корайман / Шнетцер — 2:0 (21:18, 21:12)
- Прокопьев / Богатов — Кондзёла / Шаланкевич — 0:2 (17:21, 15:21)

#### Третий раунд
11 июля
- Семёнов / Кошкарёв — Гимарайнш / Гомес — 2:1 (21:17, 19:21, 15:11)
- Доллингер / Шрёдер — Гадрава / Куфа — 2:0 (21:16, 21:13)
- Борн / Монтгомери — Сангхачот / Сукто — 0:2 (25:27, 14:21)
- Диттельбах / Флюгген — Кондзёла / Шаланкевич — 0:2 (16:21, 14:21)

#### Четвёртый раунд
12 июля
- Семёнов / Кошкарёв — Доллингер / Шрёдер — 1:2 (14:21, 21:14, 13:15)
- Сангхачот / Сукто — Кондзёла / Шаланкевич — 0:2 (14:21, 15:21)

### Сетка проигравших

#### Первый раунд
Проигравшие занимают 17-е место

11 июля
- Прокопьев / Богатов — Аль Белуши / Аль Суби — 2:0 (21:14, 21:15)
- Дресслер / Кандольф — Корайман / Шнетцер — -:+
- Онтиверос / Вирген — Алими / Дуэ — 2:0 (21:16, 21:10)
- Х. Гёгтепе / В. Гёгтепе — Гун Хоуцай / Ли Лэй — 2:0 (21:13, 21:16)
- Реттерхольт / Сольхёуг — Алвеш / Силва — 2:0 (24:22, 21:15)
- Линь Мингуй / Ван Дафа — О'Горман / Педлоу — 0:2 (12:21, 11:21)
- Аль Хоусни / Аль Шуреки — Чеккини / Моричелли — -:+
- Хартлес / Хокинс — Дедков / Вишневский — 0:2 (12:21, 12:21)

#### Второй раунд
Проигравшие занимают 13-е место

11 июля
- Прокопьев / Богатов — Корайман / Шнетцер — 2:0 (21:15, 21:18)
- Онтиверос / Вирген — Х. Гёгтепе / В. Гёгтепе — 2:0 (21:11, 22:20)
- Реттерхольт / Сольхёуг — О'Горман / Педлоу — 0:2 (14:21, 10:21)
- Чеккини / Моричелли — Дедков / Вишневский — 0:2 (14:21, 20:22)

#### Третий раунд
Проигравшие занимают 9-е место

12 июля
- Прокопьев / Богатов — Гадрава / Куфа — 2:0 (21:18, 21:15)
- Онтиверос / Вирген — Гимарайнш / Гомес — 2:1 (21:15, 17:21, 16:14)
- О'Горман / Педлоу — Диттельбах / Флюгген — 2:0 (21:18, 21:17)
- Дедков / Вишневский — Борн / Монтгомери — 0:2 (17:21, 10:21)

#### Четвёртый раунд
Проигравшие занимают 7-е место

12 июля
- Прокопьев / Богатов — Онтиверос / Вирген — 1:2 (21:19, 17:21, 11:15)
- О'Горман / Педлоу — Борн / Монтгомери — 0:2 (17:21, 22:24)

#### Пятый раунд
Проигравшие занимают 5-е место

12 июля
- Семёнов / Кошкарёв — Борн / Монтгомери — 2:0 (21:17, 21:17)
- Онтиверос / Вирген — Сангхачот / Сукто — 2:0 (21:15, 21:19)

### Финал четырёх
13 июля
|  | Полуфинал             | Полуфинал             | Полуфинал             | Полуфинал             | Полуфинал             | Полуфинал             | Полуфинал             | Полуфинал | Полуфинал | Полуфинал |                       |                       | Финал                 | Финал                 | Финал                 | Финал                 | Финал                 | Финал              | Финал              | Финал              | Финал | Финал |
|  |                       |                       |                       |                       |                       |                       |                       |           |           |           |                       |                       |                       |                       |                       |                       |                       |                    |                    |                    |       |       |
|  | Кондзёла / Шаланкевич | Кондзёла / Шаланкевич | Кондзёла / Шаланкевич | Кондзёла / Шаланкевич | Кондзёла / Шаланкевич | Кондзёла / Шаланкевич | Кондзёла / Шаланкевич | 19        | 22        | 15        |                       |                       |                       |                       |                       |                       |                       |                    |                    |                    |       |       |
|  | Кондзёла / Шаланкевич | Кондзёла / Шаланкевич | Кондзёла / Шаланкевич | Кондзёла / Шаланкевич | Кондзёла / Шаланкевич | Кондзёла / Шаланкевич | Кондзёла / Шаланкевич | 19        | 22        | 15        |                       |                       |                       |                       |                       |                       |                       |                    |                    |                    |       |       |
|  | Семёнов / Кошкарёв    | Семёнов / Кошкарёв    | Семёнов / Кошкарёв    | Семёнов / Кошкарёв    | Семёнов / Кошкарёв    | Семёнов / Кошкарёв    | Семёнов / Кошкарёв    | 21        | 20        | 10        |                       |                       |                       |                       |                       |                       |                       |                    |                    |                    |       |       |
|  |                       |                       |                       |                       |                       |                       |                       |           |           |           | Кондзёла / Шаланкевич | Кондзёла / Шаланкевич | Кондзёла / Шаланкевич | Кондзёла / Шаланкевич | Кондзёла / Шаланкевич | Кондзёла / Шаланкевич | Кондзёла / Шаланкевич | 21                 | 17                 | 15                 |       |       |
|  |                       |                       |                       |                       |                       |                       |                       |           |           |           | Кондзёла / Шаланкевич | Кондзёла / Шаланкевич | Кондзёла / Шаланкевич | Кондзёла / Шаланкевич | Кондзёла / Шаланкевич | Кондзёла / Шаланкевич | Кондзёла / Шаланкевич | 21                 | 17                 | 15                 |       |       |
|  |                       |                       |                       |                       |                       |                       |                       |           |           |           |                       |                       | Доллингер / Шрёдер    | Доллингер / Шрёдер    | Доллингер / Шрёдер    | Доллингер / Шрёдер    | Доллингер / Шрёдер    | Доллингер / Шрёдер | Доллингер / Шрёдер | 15                 | 21    | 12    |
|  | Доллингер / Шрёдер    | Доллингер / Шрёдер    | Доллингер / Шрёдер    | Доллингер / Шрёдер    | Доллингер / Шрёдер    | Доллингер / Шрёдер    | Доллингер / Шрёдер    | 18        | 21        | 15        |                       |                       | Доллингер / Шрёдер    | Доллингер / Шрёдер    | Доллингер / Шрёдер    | Доллингер / Шрёдер    | Доллингер / Шрёдер    | Доллингер / Шрёдер | Доллингер / Шрёдер | 15                 | 21    | 12    |
|  | Доллингер / Шрёдер    | Доллингер / Шрёдер    | Доллингер / Шрёдер    | Доллингер / Шрёдер    | Доллингер / Шрёдер    | Доллингер / Шрёдер    | Доллингер / Шрёдер    | 18        | 21        | 15        |                       |                       |                       |                       |                       |                       |                       |                    |                    |                    |       |       |
|  | Онтиверос / Вирген    | Онтиверос / Вирген    | Онтиверос / Вирген    | Онтиверос / Вирген    | Онтиверос / Вирген    | Онтиверос / Вирген    | Онтиверос / Вирген    | 21        | 11        | 10        |                       |                       |                       |                       |                       |                       |                       |                    |                    |                    |       |       |
|  | Онтиверос / Вирген    | Онтиверос / Вирген    | Онтиверос / Вирген    | Онтиверос / Вирген    | Онтиверос / Вирген    | Онтиверос / Вирген    | Онтиверос / Вирген    | 21        | 11        | 10        |                       |                       |                       |                       |                       |                       |                       |                    |                    |                    |       |       |
|  |                       |                       |                       |                       |                       |                       |                       |           |           |           |                       |                       | Матч за 3-е место     |                       |                       |                       |                       |                    |                    |                    |       |       |
|  |                       |                       |                       |                       |                       |                       |                       |           |           |           |                       |                       |                       |                       |                       |                       |                       |                    |                    |                    |       |       |
|  |                       |                       |                       |                       |                       |                       |                       |           |           |           |                       |                       |                       |                       |                       |                       |                       |                    |                    |                    |       |       |
|  |                       |                       |                       |                       |                       |                       |                       |           |           |           |                       |                       |                       |                       |                       |                       |                       |                    |                    |                    |       |       |
|  |                       |                       |                       |                       |                       |                       |                       |           |           |           |                       |                       | Семёнов / Кошкарёв    | Семёнов / Кошкарёв    | Семёнов / Кошкарёв    | Семёнов / Кошкарёв    | Семёнов / Кошкарёв    | Семёнов / Кошкарёв | Семёнов / Кошкарёв | Семёнов / Кошкарёв | 21    | 21    |
|  |                       |                       |                       |                       |                       |                       |                       |           |           |           |                       |                       | Семёнов / Кошкарёв    | Семёнов / Кошкарёв    | Семёнов / Кошкарёв    | Семёнов / Кошкарёв    | Семёнов / Кошкарёв    | Семёнов / Кошкарёв | Семёнов / Кошкарёв | Семёнов / Кошкарёв | 21    | 21    |
|  |                       |                       |                       |                       |                       |                       |                       |           |           |           |                       |                       | Онтиверос / Вирген    | Онтиверос / Вирген    | Онтиверос / Вирген    | Онтиверос / Вирген    | Онтиверос / Вирген    | Онтиверос / Вирген | Онтиверос / Вирген | Онтиверос / Вирген | 17    | 15    |
|  |                       |                       |                       |                       |                       |                       |                       |           |           |           |                       |                       | Онтиверос / Вирген    | Онтиверос / Вирген    | Онтиверос / Вирген    | Онтиверос / Вирген    | Онтиверос / Вирген    | Онтиверос / Вирген | Онтиверос / Вирген | Онтиверос / Вирген | 17    | 15    |